# Pujerra
Pujerra ist eine Gemeinde (municipio) mit 290 Einwohnern (Stand: 2024) in der Provinz Málaga in der Autonomen Region Andalusien im Süden Spaniens.

## Geographie
Die Gemeinde befindet sich im Osten der Provinz im Valle del Genal. Pujerra gehört zur Comarca Serranía de Ronda. Die Gemeinde liegt etwa 116 Kilometer von der Provinzhauptstadt Málaga entfernt. Der Ort grenzt an Benahavís, Cartajima, Igualeja und Júzcar und der Ortskern wird von Kastanienwäldern umgeben.

## Geschichte
Der Ort geht auf die maurische Periode von Al-Andalus zurück.

## Bevölkerungsentwicklung
| 1842 | 1900 | 1950 | 1980 | 1990 | 2000 | 2010 | 2020 |
| ---- | ---- | ---- | ---- | ---- | ---- | ---- | ---- |
| 491  | 497  | 459  | 373  | 355  | 329  | 328  | 294  |